# 27610 Shixuanli
27610 Shixuanli este un asteroid din centura principală de asteroizi.

## Descriere
27610 Shixuanli este un asteroid din centura principală de asteroizi. A fost descoperit pe 18 mai 2001 la Socorro, New Mexico, în cadrul proiectului LINEAR. Asteroidul prezintă o orbită caracterizată de o semiaxă mare de 2,52 ua, o excentricitate de 0,06 și o înclinație de 3,6° în raport cu ecliptica.